# Alkinoë (Korinth)
Alkinoë (altgriechisch Ἀλκινόη Alkinóē, latinisiert Alcinoë) ist eine Figur der griechischen Mythologie. 
Der Sage nach stammte sie aus Korinth und war die Tochter des Polybos und Gattin des Amphilochos. Da Alkinoë die Weberin Nikandre ohne Lohn beschäftigt und nach einem Jahr aus dem Haus gejagt hatte, machte Athene sie in einen jungen Mann namens Xanthos aus Samos verliebt, weshalb Alkinoë ihre Familie verließ und mit Xanthos fortfuhr. Auf der Fahrt wurde ihr die Unredlichkeit ihres Verhaltens bewusst und sie stürzte sich ins Meer.

## Quelle
- Parthenios von Nicaea, Liebesgeschichten 27